# 더우반

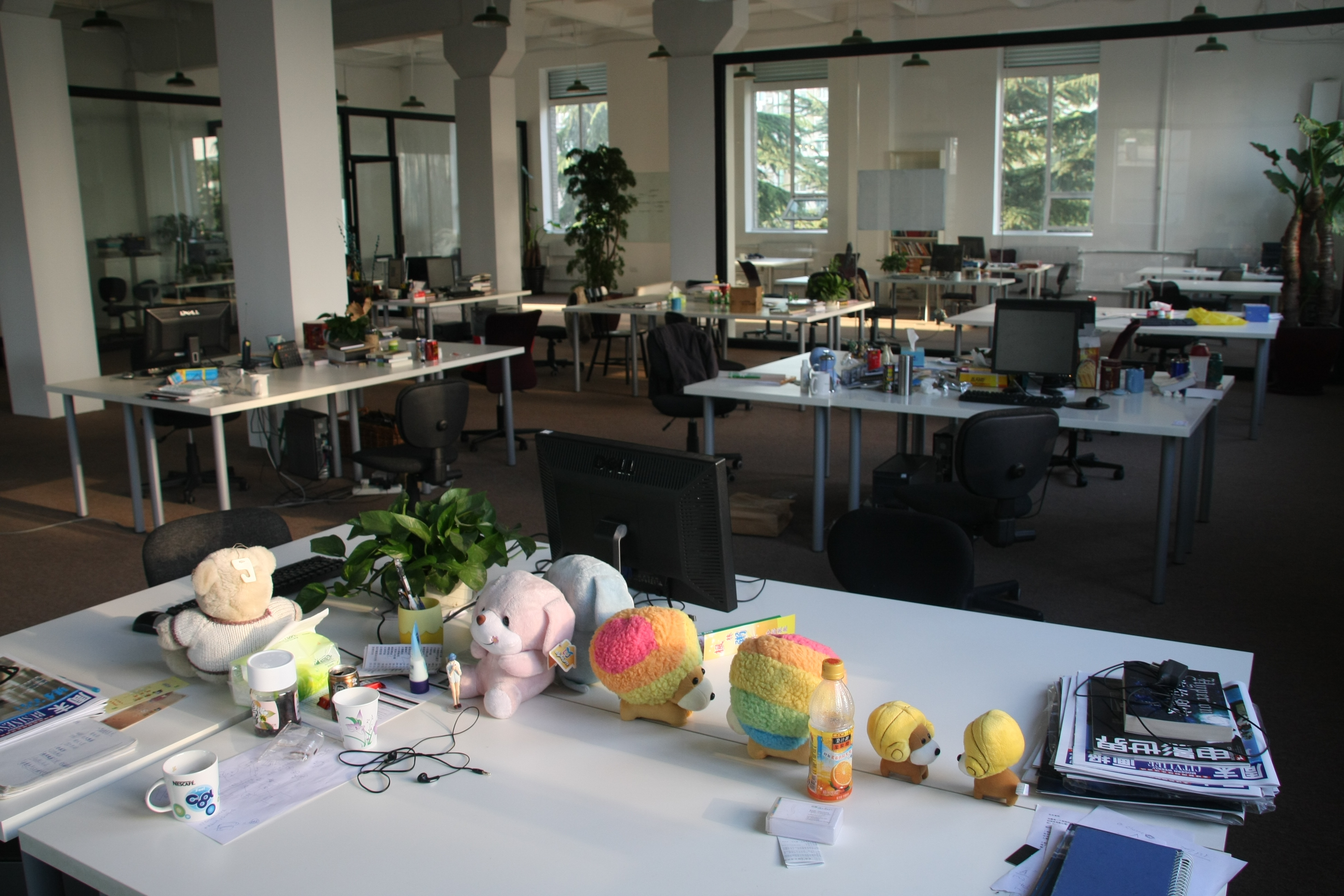
더우반의 오피스

더우반(중국어: 豆瓣, Douban)은 2005년 3월 6일 출범한 중국의 온라인 데이터베이스이자 소셜 네트워크 서비스이다. 등록된 사용자들은 영화, 책, 음악, 최근 사건, 중국 도시 활동에 관한 내용을 만들고 정보를 기록할 수 있다. '더우반'이라는 이름은 차오양구 (베이징시)의 후퉁(Hutong)의 이름을 빌린 것으로, 이 지역에서 설립자가 웹사이트 작업을 시작했던 당시 거주했다.
더우반은 한때 등록 및 미등록 사용자들에게 모두 개방되었다.